# Chelsea Football Club 1975-1976
Questa voce raccoglie le informazioni riguardanti il Chelsea Football Club nelle competizioni ufficiali della stagione 1975-1976.

## Stagione
Il club londinese termina in undicesima posizione il campionato con un totale di dodici vittorie, sedici pari e quattordici sconfitte.
Il Chelsea inizia l'FA Cup dal terzo turno, dove pareggia 1-1 contro il Bristol Rovers, nel replay vince 1-0, batte 1-0 lo York City, venne sconfitto nel quinto turno 2-3 dal Crystal Palace FC e quindi eliminato.
Il club londinese accede alla Football League Cup dal secondo turno, dove viene battuto 0-1 dal Crewe Alexandra e quindi eliminato.

## Maglie e sponsor
Nella stagione 1975-1976 del Chelsea non è presente il main sponsor, lo sponsor tecnico è Umbro. La divisa primaria è costituita dal maglia blu con colletto a polo bianco e estremità delle maniche albine, calzoncini blu e calzettoni bianchi. La divisa da trasferta è formata da una maglia rossa con colletto a polo bianco e estremità delle maniche albine, pantaloncini bianchi e calzettoni verdi e righe rosse e bianche come decorazione nella parte superiore.
| Casa | Trasferta |

## Rosa
Rosa e numerazione sono aggiornati al 31 maggio 1976.
| N. |                        | Ruolo | Calciatore       |
| -- | ---------------------- | ----- | ---------------- |
|    | Inghilterra (bandiera) | P     | Peter Bonetti    |
|    | Galles (bandiera)      | P     | John Phillips    |
|    | Galles (bandiera)      | P     | Derek Richardson |
|    | Inghilterra (bandiera) | P     | Steve Sherwood   |
|    | Irlanda (bandiera)     | D     | John Dempsey     |
|    | Inghilterra (bandiera) | D     | Micky Droy       |
|    | Inghilterra (bandiera) | D     | Ron Harris       |
|    | Inghilterra (bandiera) | D     | Marvin Hinton    |
|    | Inghilterra (bandiera) | D     | Kenny Swain      |

| N. |                        | Ruolo | Calciatore     |
| -- | ---------------------- | ----- | -------------- |
|    | Inghilterra (bandiera) | D     | Stephen Wicks  |
|    | Scozia (bandiera)      | C     | Ian Britton    |
|    | Scozia (bandiera)      | C     | David Hay      |
|    | Inghilterra (bandiera) | C     | Ray Lewington  |
|    | Inghilterra (bandiera) | C     | Gary Stanley   |
|    | Inghilterra (bandiera) | C     | Ray Wilkins    |
|    | Inghilterra (bandiera) | A     | Ian Hutchinson |
|    | Inghilterra (bandiera) | A     | Tommy Langley  |
|    | Inghilterra (bandiera) | A     | Teddy Maybank  |

## Calciomercato
| Arrivi | Arrivi         | Arrivi          | Arrivi   |
| R.     | Nome           | da              | Modalità |
| ------ | -------------- | --------------- | -------- |
| P      | Peter Bonetti  | St. Louis Stars | ?        |
| P      | Steve Sherwood | Brentford       | ?        |

| Partenze | Partenze       | Partenze   | Partenze |
| R.       | Nome           | a          | Modalità |
| -------- | -------------- | ---------- | -------- |
| C        | John Hollins   | QPR        | ?        |
| A        | Peter Houseman | Oxford Utd | ?        |

## Statistiche

### Statistiche di squadra
| Competizione        | Punti | Totale | Totale | Totale | Totale | Totale | Totale |
| Competizione        | Punti | G      | V      | N      | P      | Gf     | Gs     |
| ------------------- | ----- | ------ | ------ | ------ | ------ | ------ | ------ |
| Campionato          | 40    | 42     | 12     | 16     | 14     | 53     | 54     |
| FA Cup              | -     | 4      | 2      | 1      | 1      | 5      | 5      |
| Football League Cup | -     | 1      | 0      | 0      | 1      | 0      | 1      |
| Totale              | -     | 47     | 14     | 17     | 16     | 58     | 60     |